# The New York Times
The New York Times (también conocido como NYT; pronunciado /ðə nju joɹk taɪmz/) es un periódico publicado en la ciudad de Nueva York y cuyo editor es Arthur Sulzberger que se distribuye en los Estados Unidos y otros países.
Desde su fundación en 1851, el Times ha ganado 132 Premios Pulitzer (más que ningún otro periódico) y es ampliamente considerado en la industria como uno de los grandes periódicos de referencia.The New York Times cubre noticias locales, nacionales e internacionales y publica artículos de opinión, informes de investigación y reseñas.
Es propiedad de The New York Times Company, que cotiza en bolsa. El periódico ha sido propiedad de la familia Sulzberger desde 1896, a través de una estructura de acciones de doble clase después de que empezasen a cotizar. El actual editor y presidente del consejo de administración, A.G. Sulzberger, es la sexta generación de la familia que está a cargo del periódico.
También posee otras 40 publicaciones, incluyendo el International New York Times y anteriormente el The Boston Globe. El diario es afectuosamente llamado la «Dama Gris» (Gray Lady, en inglés) y es considerado, por muchos, el diario por excelencia de los Estados Unidos.

## Historia

### Orígenes

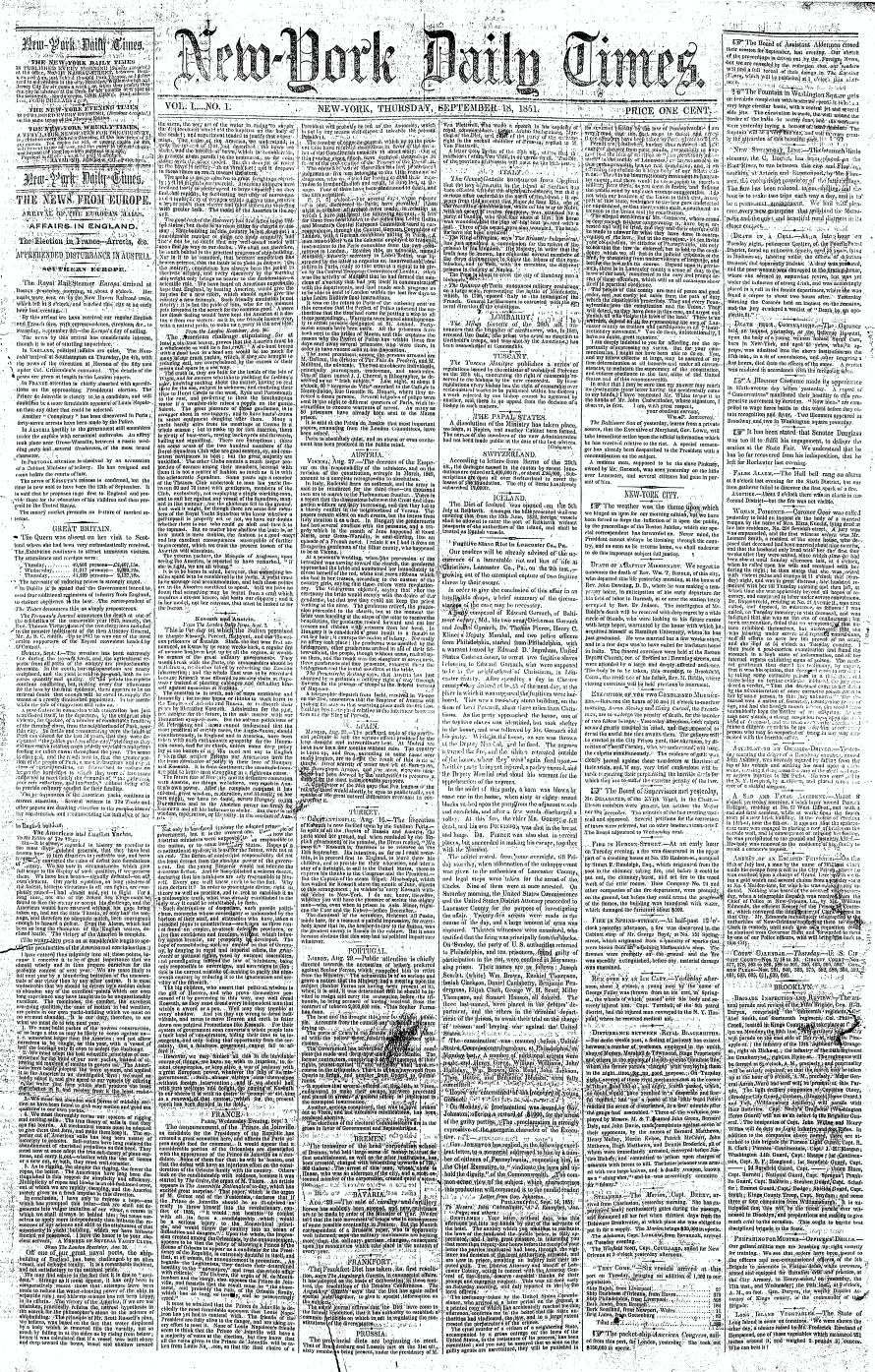
Portada de la primera edición de The New York Times, el 18 de septiembre de 1851.

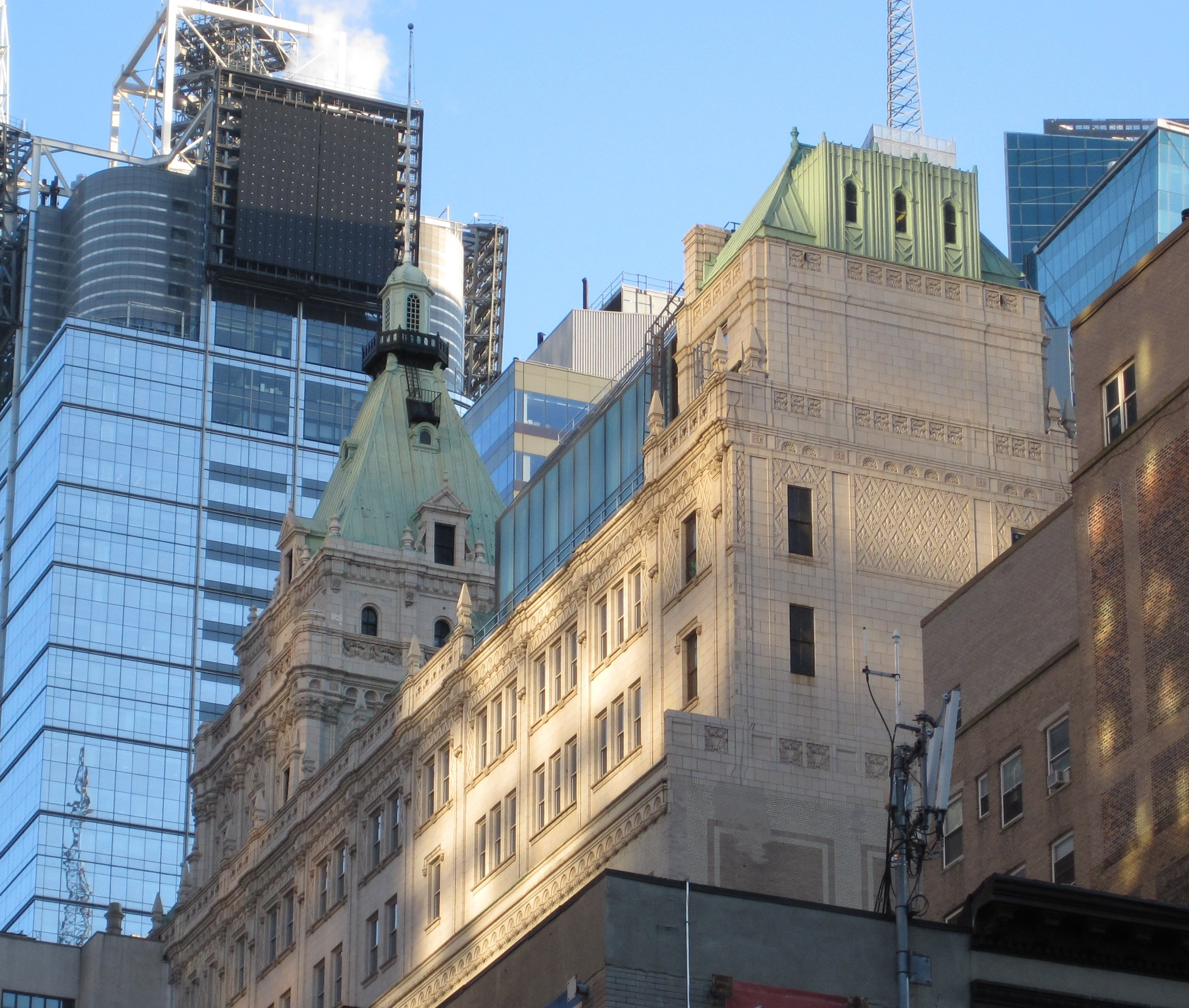
229 West 43rd Street, sede de la publicación The New York Times, 1913-2007

The New York Times fue fundado el 18 de septiembre de 1851 por Henry Jarvis Raymond y George Jones. Raymond fue también director fundador de la Associated Press en 1856. Después de la Guerra Civil, el New York Times denunció a los políticos que deseaban redistribuir parte de la propiedad de los esclavistas a antiguos esclavos (como el diputado Thaddeus Stevens y el senador Charles Sumner, acusados de ser "malos americanos"): "Tratar de justificar la confiscación de la tierra del sur por una supuesta necesidad de hacer justicia a los liberados está en realidad atacando las raíces de la propiedad ".
Adolph Ochs adquirió el Times en 1896 y, bajo su dirección, adquirió renombre internacional. En 1897 ideó el lema del periódico, «All The News That's Fit To Print» («Todas las noticias aptas para ser publicadas»), que suele interpretarse como un ataque a sus competidores neoyorquinos (el New York World y el New York Journal-American) conocidos por su amarillismo. Luego de mudar la sede del diario a una nueva torre en la calle 42, el área tomó el nombre de Times Square en 1904. Nueve años después, el Times abrió un anexo en el 229 de la calle 43, su actual sede, vendiendo finalmente la torre Times en 1961. En 1963, el periódico se pronunció a favor del golpe de Estado contra el presidente dominicano Juan Bosch. Él, el primer presidente elegido democráticamente desde el derrocamiento de la dictadura de Leónidas Trujillo, dirigió una política reformista considerada peligrosa en el contexto de la paranoia anticomunista que siguió a la revolución cubana.

### Los papeles del Pentágono
En 1971 el diario empezó a publicar los llamados Pentagon Papers (papeles del Pentágono), una serie de documentos secretos del gobierno estadounidense que contenían la historia de la implicación de Estados Unidos en Vietnam entre los años 1945 y 1967. La publicación de estos documentos causó una gran controversia, pues revelaban que el gobierno había mentido a la ciudadanía e incluso al Congreso sobre su implicación en Vietnam y la posterior guerra; el gobierno demandó al periódico y consiguió, temporalmente, que se dejaran de publicar los documentos, aunque finalmente fueron desbloqueados y publicados. En septiembre de 2011, Jill Abramson se convirtió en la primera mujer en la historia del New York Times en alcanzar la posición de redactora jefa. En 2013 y 2014 fue uno de los principales diarios estadounidenses encargados de publicar las revelaciones sobre vigilancia mundial obtenidas a partir de millones de documentos extraídos de la Agencia de Seguridad Nacional por Edward Snowden, un antiguo empleado de la agencia.

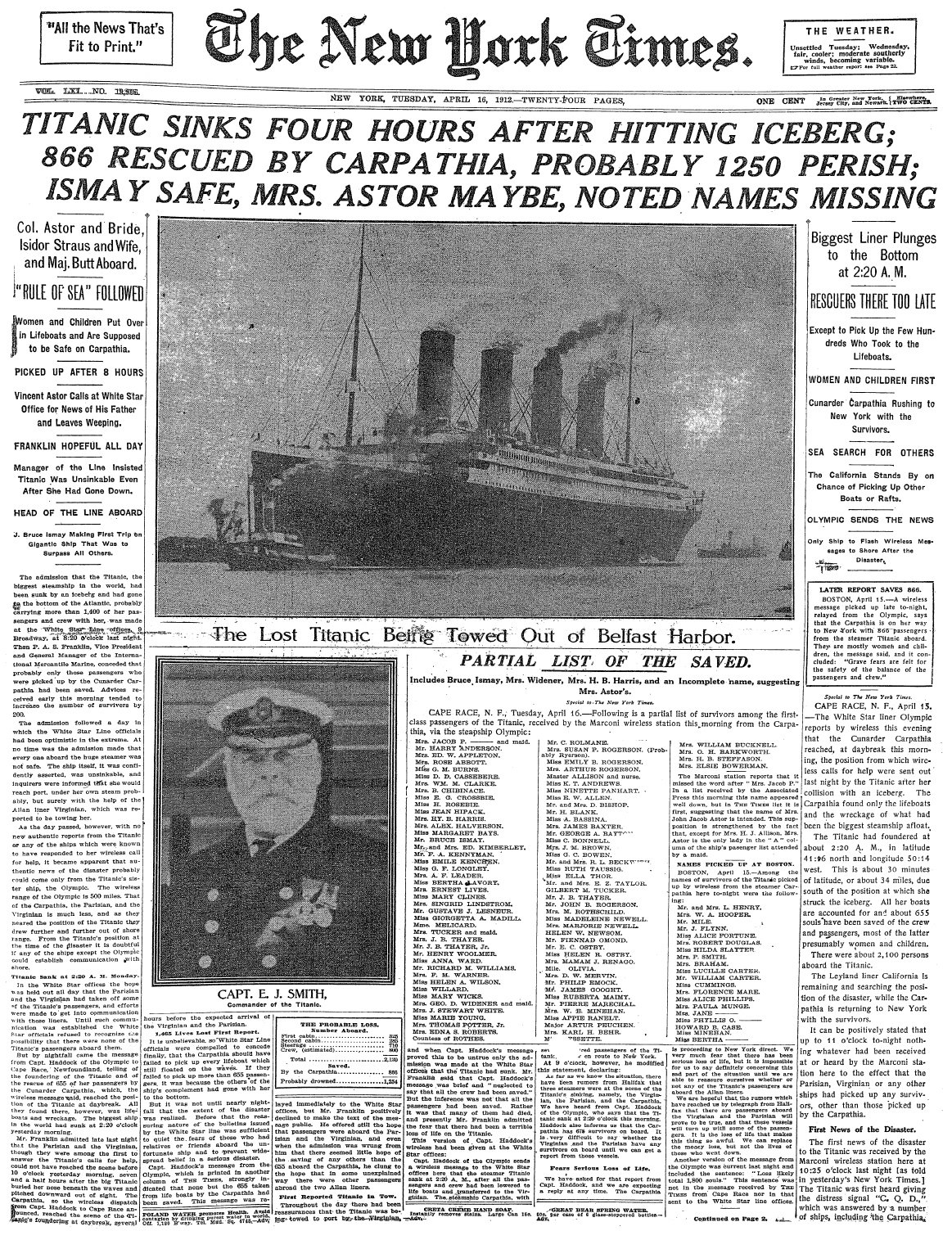
Portada del 16 de abril de 1912, tras el hundimiento del Titanic

### 1990- 2000
En 1992, "Punch" Sulzberger renunció como editor; su hijo, Arthur Ochs Sulzberger Jr., lo sucedió, primero como editor, y luego como Presidente de la Junta en 1997. The Times fue uno de los últimos periódicos en adoptar fotografías en color, y la primera fotografía en color en la portada apareció el 16 de octubre de 1997.
El New York Times estuvo involucrado en una importante controversia con respecto a las acusaciones sobre Irak y las armas de destrucción masiva en septiembre de 2002. Judith Miller escribió una historia de primera plana que afirmaba que el gobierno iraquí estaba en proceso de desarrollar armas nucleares (la fuente utilizada fue Ahmed Chalabi, hostil al gobierno iraquí). La historia de Times fue citada por funcionarios como Condoleezza Rice, Colin Powell y Donald Rumsfeld como parte de una campaña para encargar la guerra de Irak. Miller y Sulzberger negociaron un paquete de indemnización privado en 2005.

### Era digital

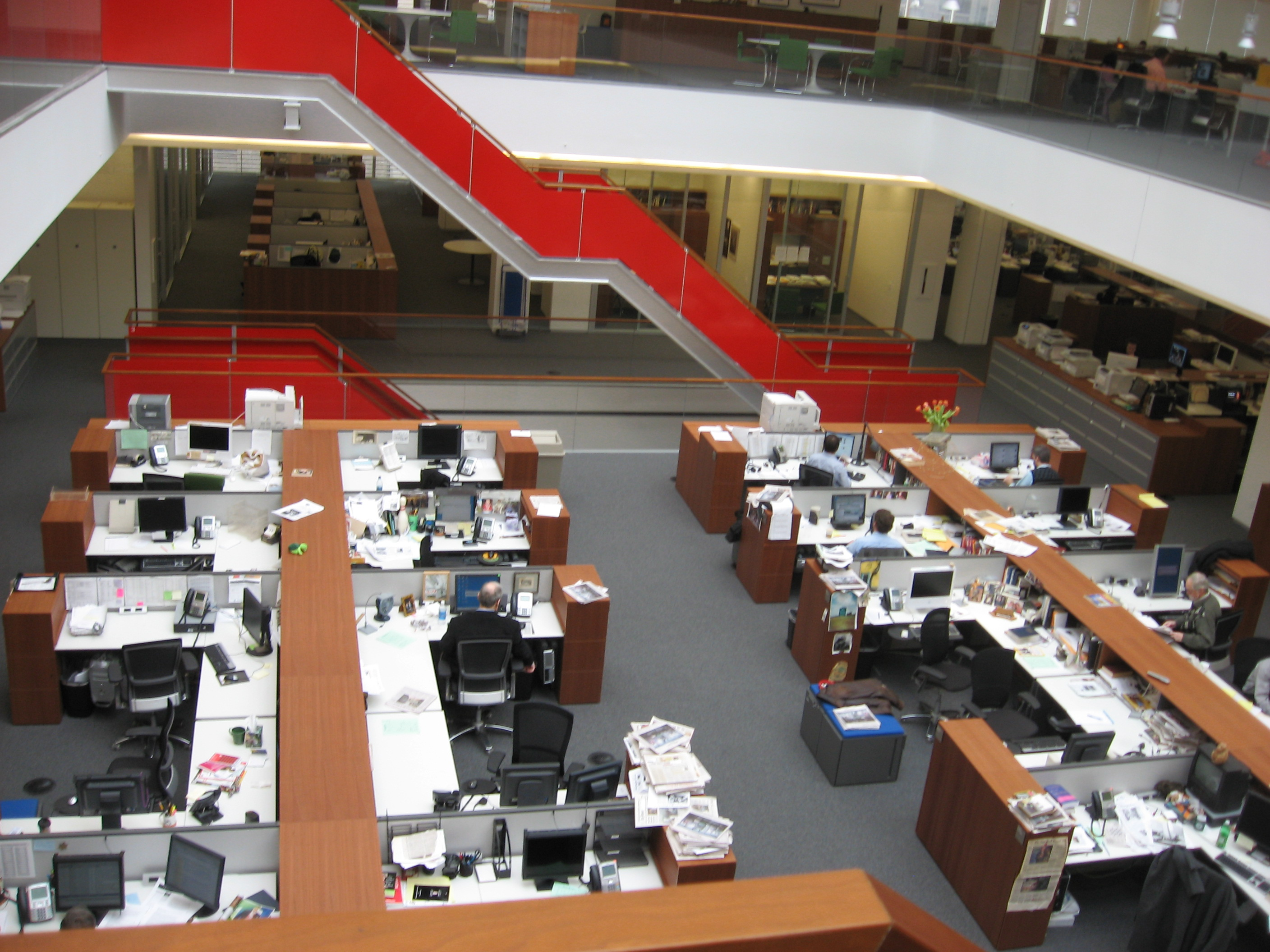
Sala de redacción de The New York Times.

The New York Times es un diario que crea opinión y que muchos lectores toman como referencia. Es considerado el «periódico-hemeroteca por excelencia». Tradicionalmente imprime transcripciones de discursos importantes y debates. El periódico es actualmente propiedad de The New York Times Company.
En agosto de 2007, el papel redujo el tamaño físico de su edición impresa, reduciendo el ancho de la página de 13.5 pulgadas (34 cm) a 12 pulgadas (30 cm). Esto siguió movimientos similares de una lista de otros periódicos en los últimos diez años, incluidos USA Today, The Wall Street Journal y The Washington Post. La medida resultó en una reducción del 5% en el espacio de noticias, pero (en una era de disminución de la circulación y pérdidas significativas de ingresos por publicidad) también ahorró alrededor de $12 millones al año.
El Times ha ganado 132 premios Pulitzer hasta el año 2021, que es el reconocimiento a la labor periodística más prestigioso en Estados Unidos. En 1971, descubrió cómo el gobierno de Estados Unidos manipulaba la información que ofrecía a sus ciudadanos sobre el desarrollo de la guerra de Vietnam. En 1972, sacó a la luz pública el hecho de que a miles de afroamericanos que sufrían de sífilis se les había negado el tratamiento durante décadas. En el 2004, como último ejemplo, reveló la inseguridad laboral en muchos lugares de trabajo.
Su base central está en Nueva York. Tiene 16 oficinas en ese Estado, 11 más en todo el país y 26 agencias de información en el extranjero. El periódico tiene dos emisoras de radio: WBBR (96.3 FM) y WQEW (1560 AM). Su tirada diaria ascendió en el 2004 a 1 124 700 ejemplares y a 1 669 700 los domingos. [cita requerida]
En marzo de 2009, el periódico informó que reduciría el salario de editores y gerentes en un 5 % hasta finales de ese año y que le pediría lo mismo a sus periodistas sindicalizados. Dicho recorte salarial se aplicó a los empleados de todas las empresas de New York Times Media Group, con la excepción de International Herald Tribune, dijo la compañía.

## Reputación
El Times ha desarrollado una "reputación de minuciosidad" nacional e internacional. Entre los periodistas, el periódico es muy apreciado; una encuesta de 1999 a los editores de periódicos realizada por el Columbia Journalism Review encontró que el Times era el "mejor" periódico estadounidense, por delante del The Washington Post, The Wall Street Journal y Los Angeles Times. El Times también fue clasificado n.º 1 en una clasificación de "calidad" de periódicos estadounidenses de 2011 realizada por Daniel de Vise de The Washington Post; la clasificación objetiva tuvo en cuenta el número de Premios Pulitzer ganados recientemente, la circulación y la calidad percibida del sitio web. Un informe de 2012 en WNYC calificaba al The Times "el periódico más respetado del mundo".
Al igual que muchas otras fuentes de medios estadounidenses, The Times sufrió una disminución en la percepción pública de su credibilidad en los EE. UU. a principios del siglo XXI. Una encuesta del Pew Research Center realizada en 2012 preguntó a los encuestados acerca de sus puntos de vista sobre la credibilidad de varias organizaciones de noticias. Entre los encuestados que dieron una calificación, el 49 % dijo que creía "todo o la mayoría" de las piezas del Times, mientras que el 50 % no era de la misma opinión. Un gran porcentaje (19%) de los encuestados no pudieron cuantificar la credibilidad. La puntuación del Times fue comparable a la de USA Today. El analista de medios Brooke Gladstone de On the Media de WNYC, escribiendo para The New York Times, dijo que la disminución de la confianza del público estadounidense en los medios masivos puede explicarse por el aumento de las noticias polarizadas impulsadas por Internet;  por una disminución de la confianza en las instituciones estadounidenses en general; y  por el hecho de que "los estadounidenses dicen que quieren precisión e imparcialidad, pero las encuestas sugieren que, en realidad, la mayoría de nosotros estamos buscando afirmación de nuestras propias opiniones".

### Premios
El New York Times ha ganado 132 Premios Pulitzer, más que cualquier otro periódico. El premio se otorga a la excelencia en el periodismo en una variedad de categorías.
En 2022 el periódico ganó su primer Premio Óscar con un corto documentalsobre la jugadora de baloncesto Lusia Harris.